# Гапоненко Юрій Андрійович
Юрій Андрійович Гапоненко (1967—2023) — український підприємець, молодший сержант Збройних сил України, учасник російсько-української війни, доброволець, що відзначився під час російського вторгнення в Україну. Герой України (посмертно).

## Життєпис
Народився 6 травня 1967 року в м. Конотоп Сумської області. Закінчив загальноосвітню школу №5, м. Конотоп. Здобув дві вищі освіти у Київському автомобільно-дорожньому інституті: за спеціальністю "Автомобільні дороги", фахова кваліфікація - інженер-будівельник, та "Економіка підприємства та правознавство", економіст-правознавець.
Упродовж 1990-1992 років працював інженером у відділі комплексного проектування інституту "УКРДІПРОДОР", м. Сімферополь, АР Крим. Згодом, переїхавши до м.Київ, зробив кар'єру в банківській галузі, пройшовши шлях від заступника начальника відділу до в.о. голови правління. Від 2000р. займався комерційною діяльністю: акціонер, голова ради правління, згодом голова товариства ТОВ «Корпорація “ Ватра ”», м.Тернопіль;  генеральний директор і засновник ТОВ «Моноліт» (м.Київ); засновник ТОВ «Попільнянський консервний завод», Житомирський р-н Житомирської обл.; засновник та директор ТОВ «Фінансова компанія “Груп Фактор”», м.Київ.
Захоплювався полюванням, риболовлею, багато подорожував різними країнами. За приналежність до байкерського руху, отримав військовий позивний «Байкер».
З перших днів повномасштабного російського вторгнення в Україну у лютому 2022 року, добровільно став на захист Батьківщини. У званні старшого солдата був зарахований оператором-розвідником до 95-ї окремої десантно-штурмової бригади. У березні 2022 року брав участь у боях поблизу м. Макарів Київської області. На 51-му км траси Київ - Житомир, виконуючи бойове завдання, залишився сам на сам із танками противника, що наступали. Незважаючи на прицільний вогонь та високий ризик втратити життя, "Байкер" не відступив з позиції та зміг передати точні координати ворога, що дозволило підрозділу провести вдалу військову операцію. За проявлену мужність у цих боях, у травні 2022 року був нагороджений орденом «За мужність» III ступеня. 
У квітні 2022 року  був переведений до 46-ої окремої аеромобільної бригади снайпером  2-ї категорії 1-го розвідувального відділення розвідувального взводу 3-го аеромобільного батальйону. По листопад 2022 року брав безпосередню участь у звільненні Херсонської області вздовж р. Інгулець, в районі населених пунктів Березнегувате, Давидів Брід, Білогірка. У вересні 2022 року, розвідгрупа з 4 бійців, до складу якої входив Гапоненко Юрій, під час дуже важливого і ризикованого бойового виходу,  потрапила під обстріл. Було смертельно поранено командира взводу розвідників Івана Банка (Герой України, посмертно), ще двоє бійців отримали численні  поранення. Під постійним вогнем, за декілька кілометрів від розташування підрозділу, Юрій зміг організувати евакуацію поранених та надати першу необхідну медичну допомогу. 
З 20.10.2022 за проявлені сміливість та мужність, Юрія призначили виконувати обов'язки командира першого відділення розвідувального взводу 3-го аеромобільного батальйону,  в званні молодший сержант. Під час командування, «Байкер» проявив себе авторитетним лідером, що мав суттєвий, надбаний ще в мирному житті, досвід керування командою однодумців та організаторські вміння.
Від грудня 2022р. воював на сході країни, в гарячих точках Донецької області: м. Краматорськ, важкі бої в м. Бахмут, с. Благодатне, м. Добропілля, м. Соледар. 15 грудня 2022р., в передмісті Бахмута, під час виконання бойової задачі, "Байкер" отримав осколкове поранення середньої важкості, але, вже за тиждень, повернувся у стрій. 
Завдяки стратегічному баченню та грамотному розташуванню підрозділу,  в Соледарі зокрема, було знищено велику кількість бійців ПВК "Вагнер". Такі виважені дії не тільки дозволили невеликими силами розвідвзводу необхідний час втримувати спеціальний загін ворожих найманців, що набагато перевищував чисельно, але й запобігти можливості оточення свого та сумісних підрозділів.
2 лютого 2023 року під Бахмутом, виконуючи бойовий наказ, Юрій Гапоненко отримав складне мінно-вибухове поранення, що спричинило спинно-хребтове ушкодження високого ступеню тяжкості. Юрія було евакуйовано та доправлено до м. Дніпро, у шпиталь Мечнікова, згодом — до Києва. Однак, не зважаючи на проведені необхідні медичні заходи, 9 березня 2023 року, життя Воїна зупинилось .
Похований на Пирогівському цвинтарі в Києві.
Залишилися дружина і двоє синів.

## Нагороди
- Звання Герой України з врученням ордена «Золота Зірка» (23.08.2024 р., посмертно) — за особисту мужність і героїзм, виявлені у захисті державного суверенітету та територіальної цілісності України, самовіддане служіння Українському народові[4].
- Орден «За мужність» II ступеня (26.07.2023 р., посмертно) — за особисту мужність, виявлену у захисті державного суверенітету та територіальної цілісності України, самовіддане виконання військового обов'язку[5];
- орден «За мужність» III ступеня (05.05.2022 р.) — за особисту мужність і самовіддані дії, виявлені у захисті державного суверенітету та територіальної цілісності України, вірність військовій присязі[6].